# يان ماكول
يان ماكول (بالإنجليزية: Ian McColl)‏ (7 يونيو 1927 في المملكة المتحدة - 25 أكتوبر 2008 في المملكة المتحدة) هو مدرب كرة قدم ولاعب كرة قدم بريطاني في مركز الدفاع، شارك في كأس العالم 1958. وشارك مع منتخب اسكتلندا لكرة القدم. أما مع النوادي، فقد لعب مع نادي رينجرز ورابطة كرة القدم الاسكتلندية الحادية عشر ‏.

## مسيرته الكروية
لعب يان ماكول خلال مسيرته الاحترافية مع نادِ واحدٍ في أربعة عشر موسمًا وسجل خلالها 11 هدفًا ضمن 360 مباراة. حيث فاز في خمسة مواسم بالكأس وفي سبعة مواسم بالدوري.
خاض يان ماكول مسيرته مع نادي رينجرز في موسم 1946–47 ليلعب معه أربعة عشر موسمًا، مشاركًا في 360 مباراة سجل خلالها 11 هدفًا.

## وصلات خارجية
- يان ماكول على موقع الاتحاد الإسكتلندي (الإنجليزية)
- يان ماكول على موقع قاعدة بيانات كرة القدم.إي يو (الإنجليزية)
- يان ماكول على موقع ناشيونال فوتبول تيمز (الإنجليزية)